# کوه کلدکاری
کوه کلدکاری (انگلیسی: Kldekari) یک کوه در کوهستان تریالتی کشور گرجستان است.